# Michaił Iwanczenko
Michaił Michajłowicz Iwanczenko (ros. Михаил Михайлович Иванченко; ur. 10 listopada 1977) – rosyjski zapaśnik walczący w stylu klasycznym. Złoty medalista mistrzostw Europy w 2004. Pierwszy w Pucharze Świata w 2001 i 2003; czwarty w 2007 i siódmy w 2008. Uniwersytecki mistrz świata w 2002, a wojskowy w 2002.
Mistrz Rosji w 2001 i 2003; drugi w 2005 i trzeci w 2008 roku.